# Бочаров, Николай Петрович
Николай Петрович Бочаров (1832, ??? — 17 марта 1912, Москва, Российская империя) — русский краевед и учёный-статистик.

## Биография
Родился в 1832 году. Устроился на работу и работал продолжительное время в должности секретаря в Московском Статистическом комитете. В 1864 году под его редакцией был издан сборник материалов для изучения Москвы и Московской губернии.
17 ноября 1864 года был избран членом-корреспондентом Императорского Археологического общества, а 16 марта 1871 года был избран членом данного общества.
В 1896 году издал брошюру, посвящённую 750-летию Москвы. Являлся издателем Московской газеты. Сотрудник газет «Русский листок», «Московский листок» и других.
Скончался 17 марта 1912 года в Москве. Похоронен на Ваганьковском кладбище.
Архив Н. П. Бочарова хранится в фондах личного происхождения Отдела письменных источников Государственного исторического музея.

## Труды
- Бочаров Н. П. Библиотека и Музей Московского губернского статистического комитета: За время с 30 октября 1861 г. по 27 июля 1865 г.: Краткий очерк и кат. / Сост. Николай Бочаров. Москва: Губ. тип., 1867.
- Бочаров Н. П. Москва и москвичи: Историко-статистические очерки, исследования и заметки Н. П. Бочарова. Вып. 1. Москва: Типография М. П. Щепкина, 1881.
- Очерк десятилетия Покровской лечебницы для приходящих больных П. Г. Шелапутина / Сост. Н. П. Бочаров. Москва: тип. М. П. Щепкина, 1883.
- Две могилы в Покровском миссионерском монастыре в Москве: Ист.-биогр. очерки священно-архим. о. Филарета и о. Вениамина / По рукоп. материалам сост. Н. Бочаров. Москва: типо-лит. т-ва И.Н. Кушнерев и К°, 1889.